# Finestró

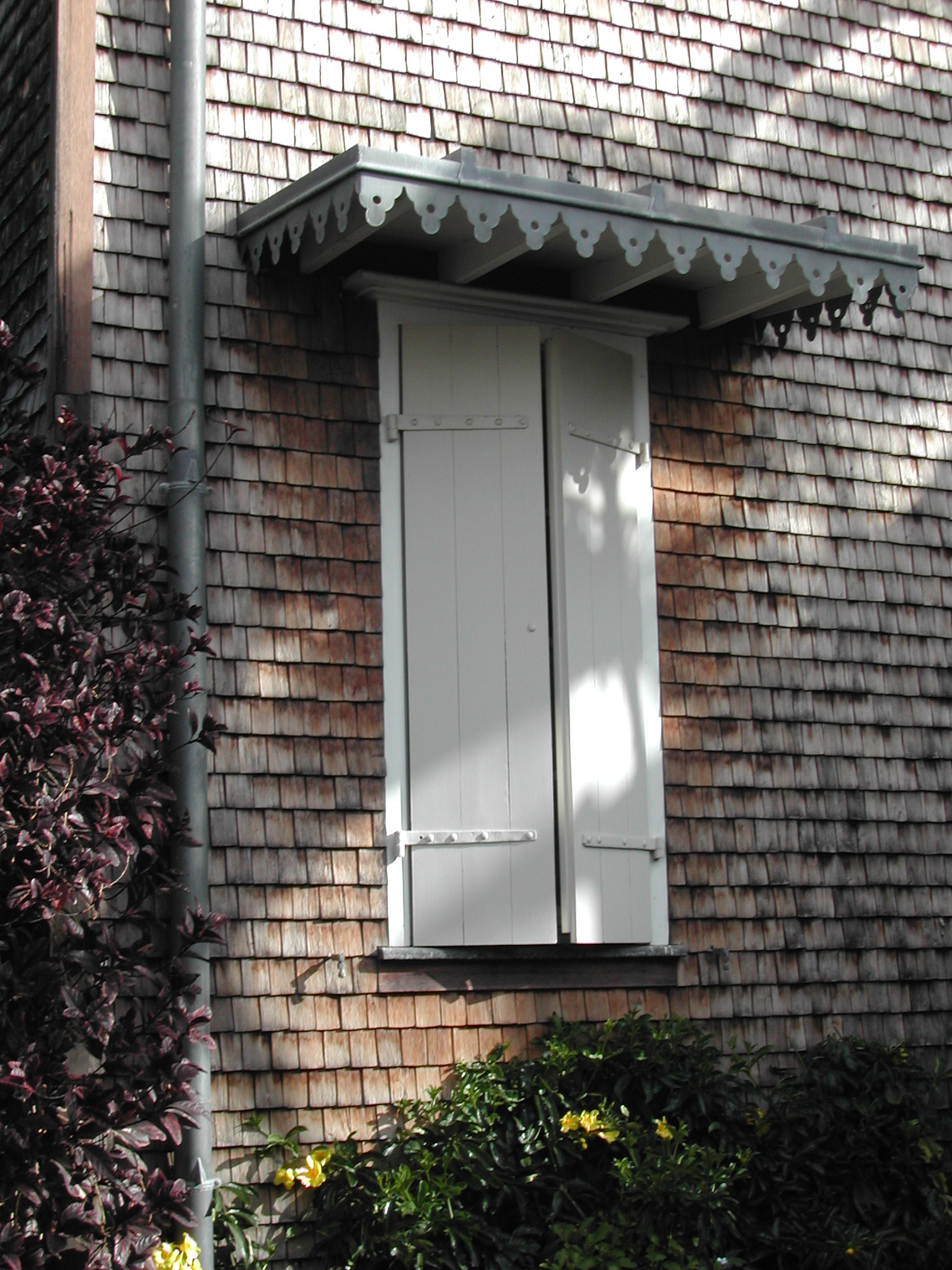
Porticons tancats.

Els finestrons, porticons, ventallons o ventalles (a Catalunya del Nord, on 'Finestró' vol dir "finestra petita") són unes petites portes interiors (finestrons) o exteriors (porticons), que van incorporats a la finestra (o al marc de la finestra) mitjançant frontisses i que tenen funcions semblants a la persiana: impedeixen el pas de la llum o la calor, a banda de protegir la finestra en el cas dels porticons (els que són exteriors).

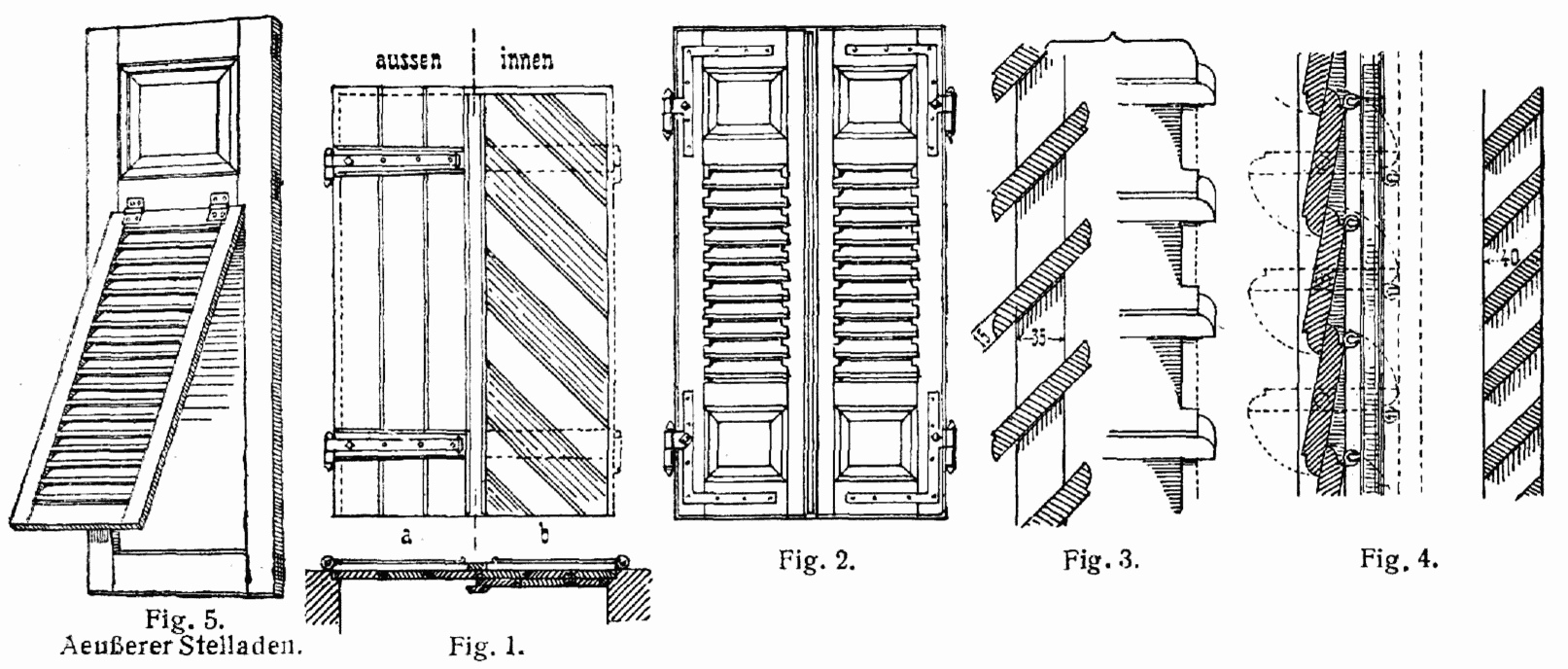
Esquemes de porticons.

Els materials més comuns de fabricació dels finestrons són els següents: 
- Fusta (tractada en el cas dels exteriors)
- PVC
- Alumini

Els finestrons són sempre interiors, van collats a les finestres mitjançant frontisses, poden ser d'una peça o de diverses peces articulades i porten uns baldons per a fermar-los.
Els porticons per la seva estructura, poden ser: 
- Massissos
- De làmines fixes
- De làmines mòbils, que s'activen per un mecanisme que les s'inclina en dos possibles sentits
- També poden ser d'una sola fulla o de diverses fulles (ales) desplegables

## Galeria d'imatges

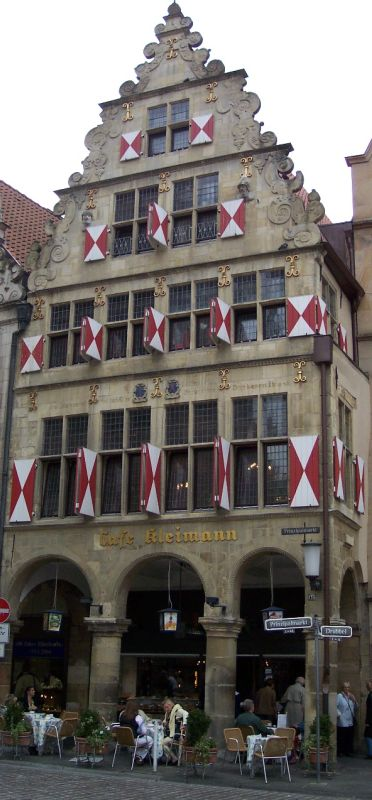
Casa amb finestrons a l'interior de les finestres.
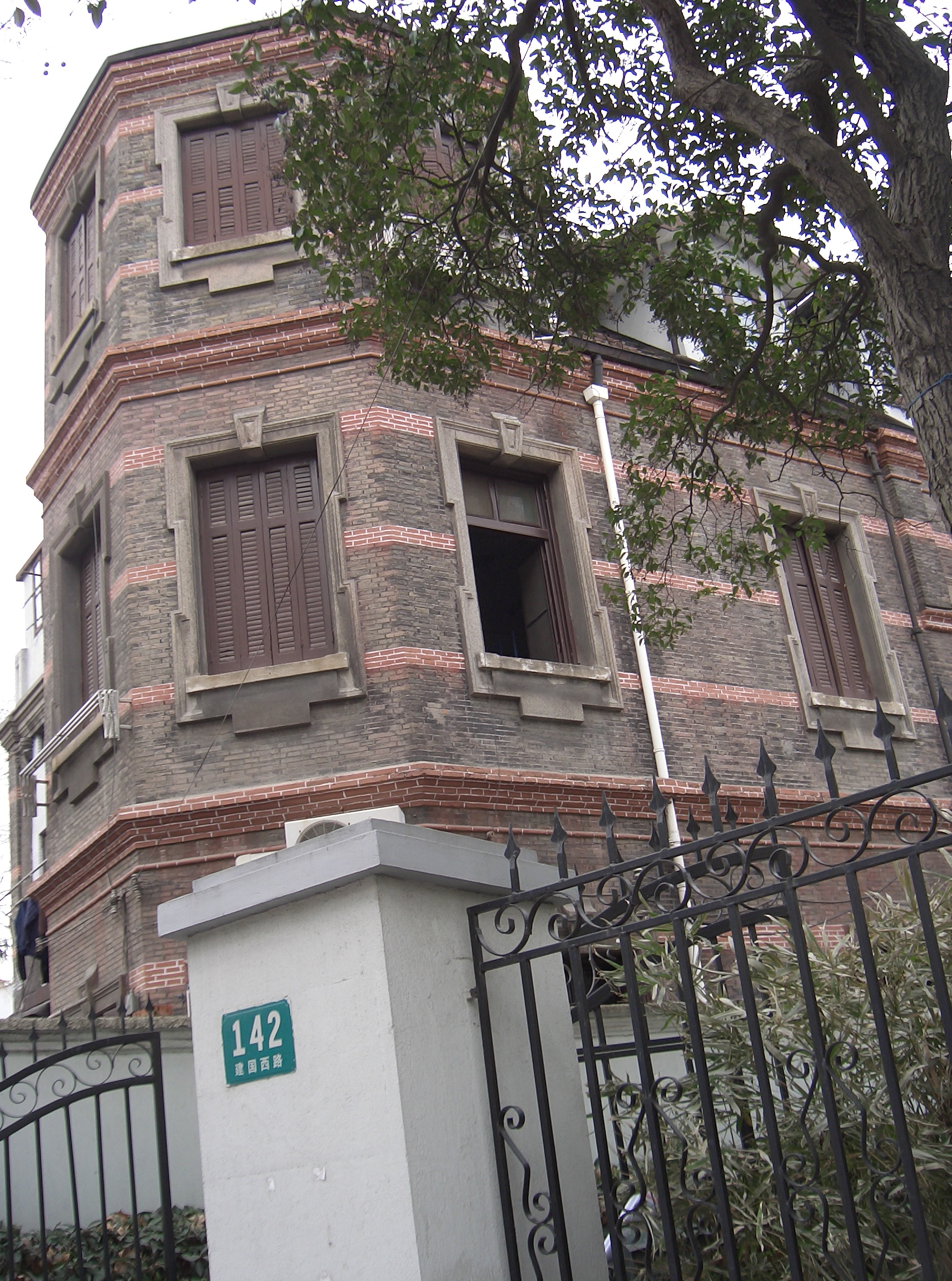
Els porticons són comuns en l'arquitectura d'estil francès.
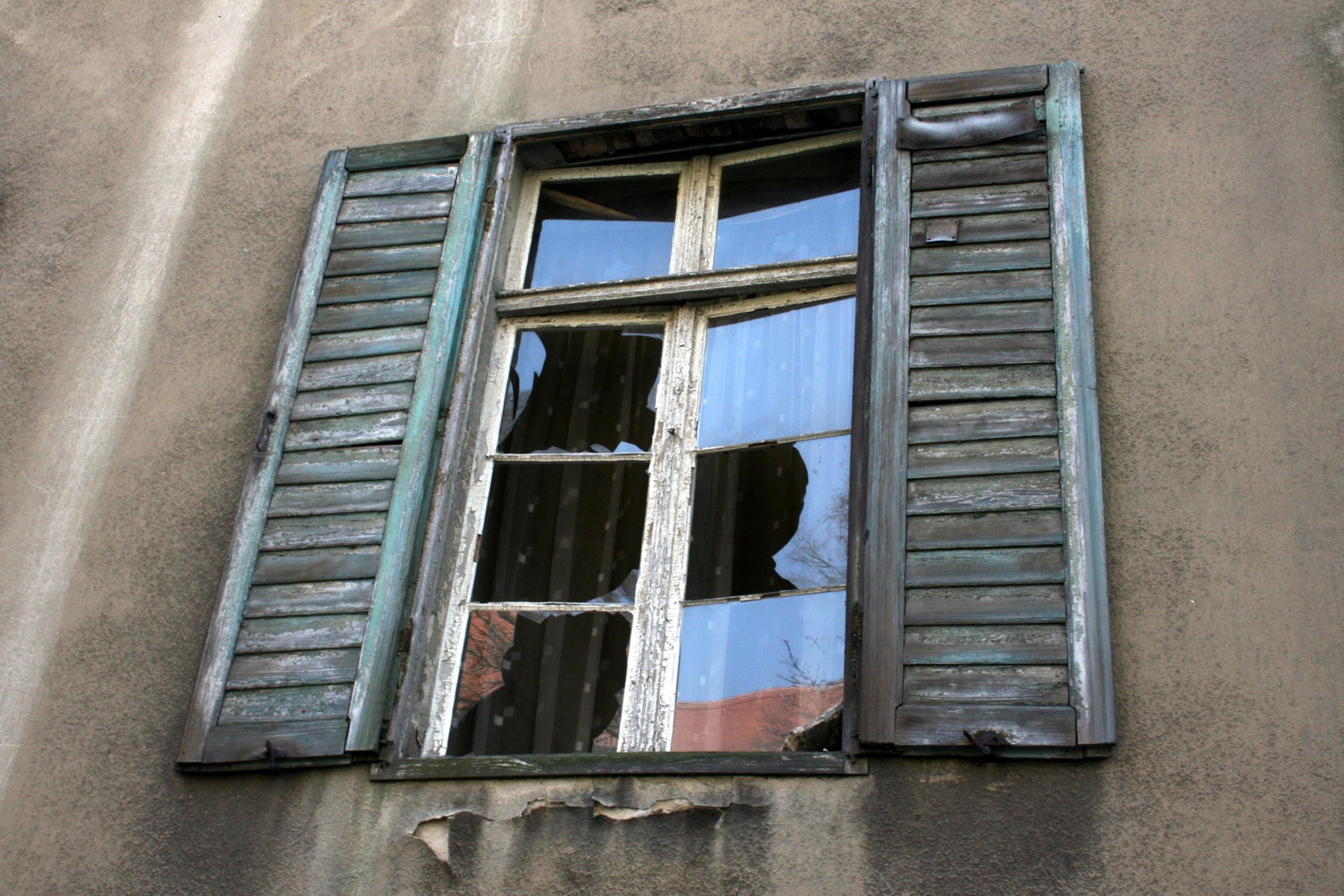
Porticons a Berlin-Köpenick
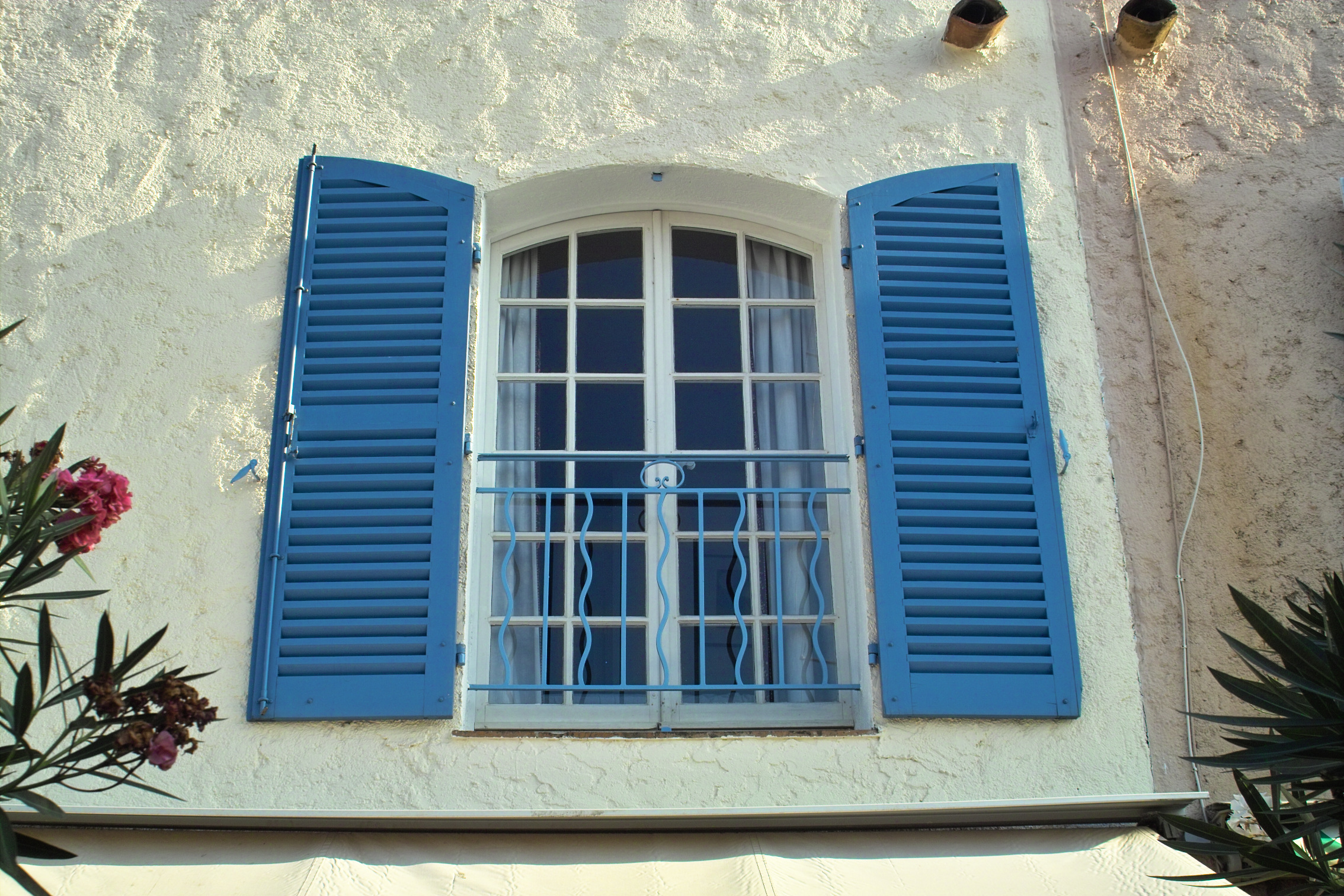
Porticons blaus d'estil francès
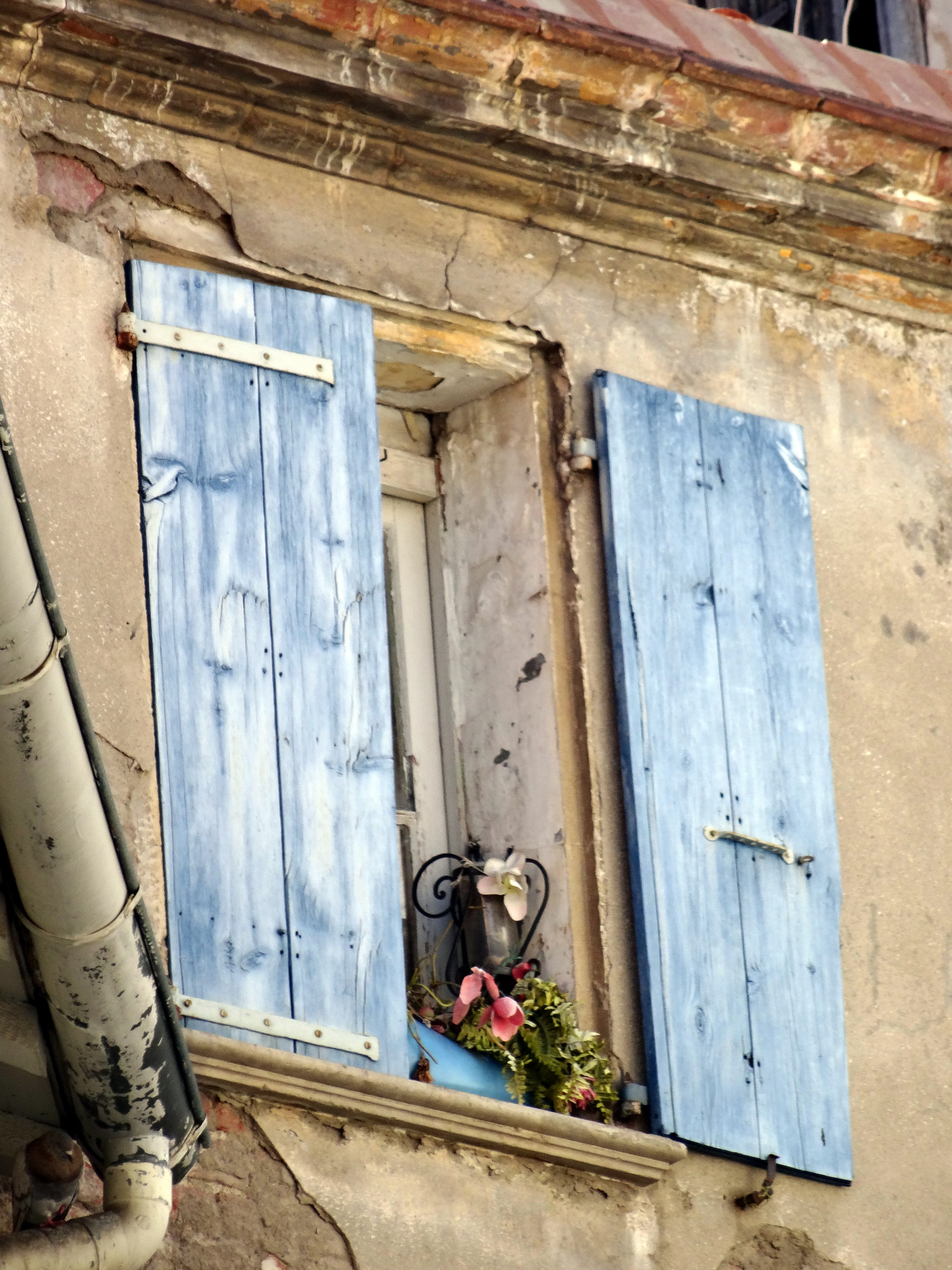
Porticons blaus a Perpinyà, França